# Czarna Kolonia
Czarna Kolonia (d. Czarna-Stary Dwór) – wieś w Polsce położona w województwie mazowieckim, w powiecie radomskim, w gminie Pionki. Ma status sołectwa.
W latach 1944–1975 miejscowość administracyjnie należała do województwa kieleckiego, a następnie w latach 1975–1998 do województwa radomskiego.
| SIMC    | Nazwa               | Rodzaj    |
| ------- | ------------------- | --------- |
| 0630617 | Górki pod Helenowem | część wsi |
| 0630630 | Lusztyków           | część wsi |
| 0630675 | Różańcowa Wieś      | część wsi |
| 0630681 | Wygoda              | część wsi |

Wierni Kościoła rzymskokatolickiego należą do parafii św. Idziego w Suchej lub do parafii św. Andrzeja Boboli w Słupicy